# Akademia i Uniwersytet Wileński Towarzystwa Jezusowego
Akademia i Uniwersytet Wileński Towarzystwa Jezusowego (łac. Academia et Universitas Vilnensis Societatis Jesu) – uczelnia powstała w 1579 roku z przekształcenia kolegium jezuickiego (zał. 1570) w uniwersytet.
Powstała na mocy aktu fundacyjnego Stefana Batorego, który został potwierdzony przez papieża Grzegorza XIII.
Była to druga szkoła wyższa na terenie Rzeczypospolitej Obojga Narodów, a pierwsza na Litwie. Początkowo miała wydziały: filozoficzny, teologiczny i prawniczy.
W XVI i XVII w. z uczelnią związanych było wielu znakomitych uczonych, m.in. Maciej Sarbiewski, Wojciech Wijuk Kojałowicz, Marcin Śmiglecki, Piotr Skarga, Jakub Wujek czy Mikołaj Łęczycki.
Po kasacie zakonu jezuitów w 1773 roku uczelnia przejęta została przez Komisję Edukacji Narodowej i przekształcona w uczelnię świecką. W 1781 r. przemianowano uczelnię na Szkołę Główną Wielkiego Księstwa Litewskiego.